# Coelogyne formosa
Coelogyne formosa é uma espécie de orquídea epífita, família Orchidaceae, originária de Sumatra.